# Nizy-le-Comte
 Nizy-le-Comte  es una población y comuna francesa, en la región de Picardía, departamento de Aisne, en el distrito de Laon y cantón de Sissonne.

## Demografía
| 283 | 278 | 294 | 340 | 437 | 413 | 435 | 450 | 463 | 456 | 506 | 526 | 531 | 584 | 649 | 607 | 607 | 603 | 532 | 443 | 387 | 433 | 406 | 310 | 331 | 376 | 401 | 363 | 293 | 277 | 268 | 250 | 258 |
| Para los censos de 1962 a 1999 la población legal corresponde a la población sin duplicidades (Fuente: INSEE [Consultar]) |     |     |     |     |     |     |     |     |     |     |     |     |     |     |     |     |     |     |     |     |     |     |     |     |     |     |     |     |     |     |     |     |